# Gaves réunis
Los Gaves réunis es un río de 9,4 km en el suroeste de Francia que conecta Peyrehorade con el río Adur en el Bec du Gave. Está formado por la confluencia del Gave de Pau y el Gave d'Oloron. 
Es navegable por 8 km desde la confluencia con el Adur hasta la ciudad de Peyrehorade.